# Толос (дем Зиляхово)
Толос (на гръцки: Θολός) е село в Република Гърция, дем Зиляхово, област Централна Македония.

## География
Селото е в историко-географската област Зъхна, в източната част Сярското поле, в южното подножие на планината Сминица (Меникио). От демовия център Зиляхово (Неа Зихни) е отдалечено на около 6 километра в югозападна посока.

## История

### Етимология
Йордан Заимов смята, че името Θολός има българска етимология и произлиза от Δολός, което пък идвао от българското дол.

### В Османската империя
Александър Синве („Les Grecs de l’Empire Ottoman. Etude Statistique et Ethnographique“), който се основава на гръцки данни, в 1878 година пише, че в Толос (Tholos) живеят 180 гърци. В „Етнография на вилаетите Адрианопол, Монастир и Салоника“, издадена в Константинопол в 1878 година и отразяваща статистиката на населението от 1873, Толос (Toloss) е посочено като село с 11 домакинства и 38 жители гърци.
Към 1900 година според статистиката на Васил Кънчов („Македония. Етнография и статистика“), населението на Толос брои 50 цигани и 150 турци християни.
По данни на секретаря на Българската екзархия Димитър Мишев („La Macédoine et sa Population Chrétienne“) през 1905 година в Толос (Tolos) има 60 жители гагаузи.

### В Гърция
След Междусъюзническата война в 1913 година селото попада в Гърция. В него са настанени гърци бежанци. Според преброяването от 1928 година селото е със смесено местно-бежанско население с 87 бежански семейства с 355 души.
| Име     | Име     | Ново име    | Ново име    | Описание                 |
| ------- | ------- | ----------- | ----------- | ------------------------ |
| Айнали  | Άϊναλι  | Астрафтерон | Αστραφτερόν | местност на ЮЗ от Толос  |
| Кайнаки | Καϊνάκι | Дросерон    | Δροσερόν    | местност на ЮЮЗ от Толос |